# タイニー・グライムス
ロイド・タイニー・グライムス（英語: Lloyd "Tiny" Grimes、1916年7月7日 - 1989年3月4日）は、アメリカ合衆国のジャズおよびリズム・アンド・ブルースのギタリスト兼歌手、エンターテイナー。4本弦のエレクトリック・テナー・ギターを使用。1943年から1944年までアート・テイタム・トリオのメンバー。その後自身のバンドを率いて活動。チャーリー・パーカーやビリー・ホリデイなど多くの一流ミュージシャンと共演やレコーディングを行った。

## 略歴
アメリカ合衆国バージニア州ニューポートニューズに生まれ、ドラマー及びピアニストとしてキャリアを開始し、ワシントン DC とニューヨークで演奏。1938年に4弦のエレクトリック・テナー・ギターに転向。1940年に『キャッツ・アンド・ザ・フィドル（英語: Cats and the Fiddle）』にギタリスト兼歌手として参加。1943年にアート・テイタム・トリオにギタリストとして参加し、テイタムと数多くのレコーディングを行い名声を獲得。
アート・テイタム・トリオを離れた後、グライムスはニューヨークで自身のグループで数々のレコーディングを行い、ボーカリストのビリー・ホリデイを含む多くの一流ミュージシャンと共演した。
1944年には自身のグループで若きチャーリー・パーカーをフィーチャーした『タイニーズ・テンポ (Tiny's Tempo)』、『レッド・クロス (Red Cross)』、『ロマンス・ウィズアウト・ファイナンス (Romance Without Finance)』、『アイ・ウィル・オールウェイズ・ラブ・ユー・ジャスト・ザ・セイム (I'll Always Love You Just the Same)』の4曲をレコーディングした。最後の2曲はグライムスの歌をフィーチャーしている。
1947年にグライムスは『タイニー・マック・グライムス・アンド・ヒズ・ロッキング・ハイランダーズ』というR&B志向のバンドを結成し、キルト姿で演奏し、『ロッホ・ローモンド（英語: Loch Lomond）』のジャズ・バージョンをヒットさせた。このグループはテナーサックス奏者のレッド・プライソック（英語: Red Prysock）と歌手のスクリーミン・ジェイ・ホーキンスをフィーチャーし、ベニー・ゴルソンとジョン・ハーディ（英語: John Hardee）も在籍していた。
グライムスは1970年代後半まで自身のグループを率い、コールマン・ホーキンス、ジョニー・ホッジス、イリノイ・ジャケット（英語: Illinois Jacquet）、ペッパー・アダムス、ロイ・エルドリッジ、その他の著名な演奏家たちと、ブルースをベースとした演奏をプレスティッジ・レコードで録音し、1977年にはアール・ハインズも参加した。
1952年3月21日、グライムスはオハイオ州クリーブランドでアラン・フリードが主催した第1回ムーンドッグ・コロネーション・ボール（英語: Moondog Coronation Ball）でポール・ウィリアムズ（英語: Paul Williams）と共同ヘッドライナーを務めた。このコンサートは世界初のロックンロール・コンサートであると言われている 。 
1953年には、R&Bグループによる最初のオリジナル・ロックンロール・レコードと呼ばれるクロウズ（英語: The Crows）のヒット曲『ジー（英語: Gee）』にセッション・ギタリストとして参加した可能性がある。
1989年3月4日、髄膜炎のためニューヨーク市で死去。72歳没。

## ディスコグラフィ

### リーダーアルバム
- ブルース・グルーヴ（英語版） フィーチャリング  コールマン・ホーキンス (プレスティッジ, 1958)
- コーリング・ザ・ブルース（英語版） フィーチャリング J. C.ヒギンボトム（英語版） (プレスティッジ, 1958)
- タイニー・イン・スイングヴィル（英語版） フィーチャリング ジェローム・リチャードソン (プレスティッジ, 1959)
- Big Time Guitar with Organ and Rhythm (ユナイテッド・アーティスツ, 1962)
- Tiny Grimes (ブラック・アンド・ブルー・レコード（英語版）, 1970)
- プロファウンドリー・ブルー（英語版）  (ミューズ・レコード, 1973)
- Some Groovy Fours (ラック・アンド・ブルー・レコード, 1974)
- One Is Never Too Old to Swing フィーチャリング ロイ・エルドリッジ (ソネット・レコード（英語版）, 1977)

## ギャラリー
- ポートレイト(1947)
- ポートレイト (1946 - 1948)
- ユーグ・パナシェ（左）
- レッド・プライソック（左）